# تردد متطرف الانخفاض

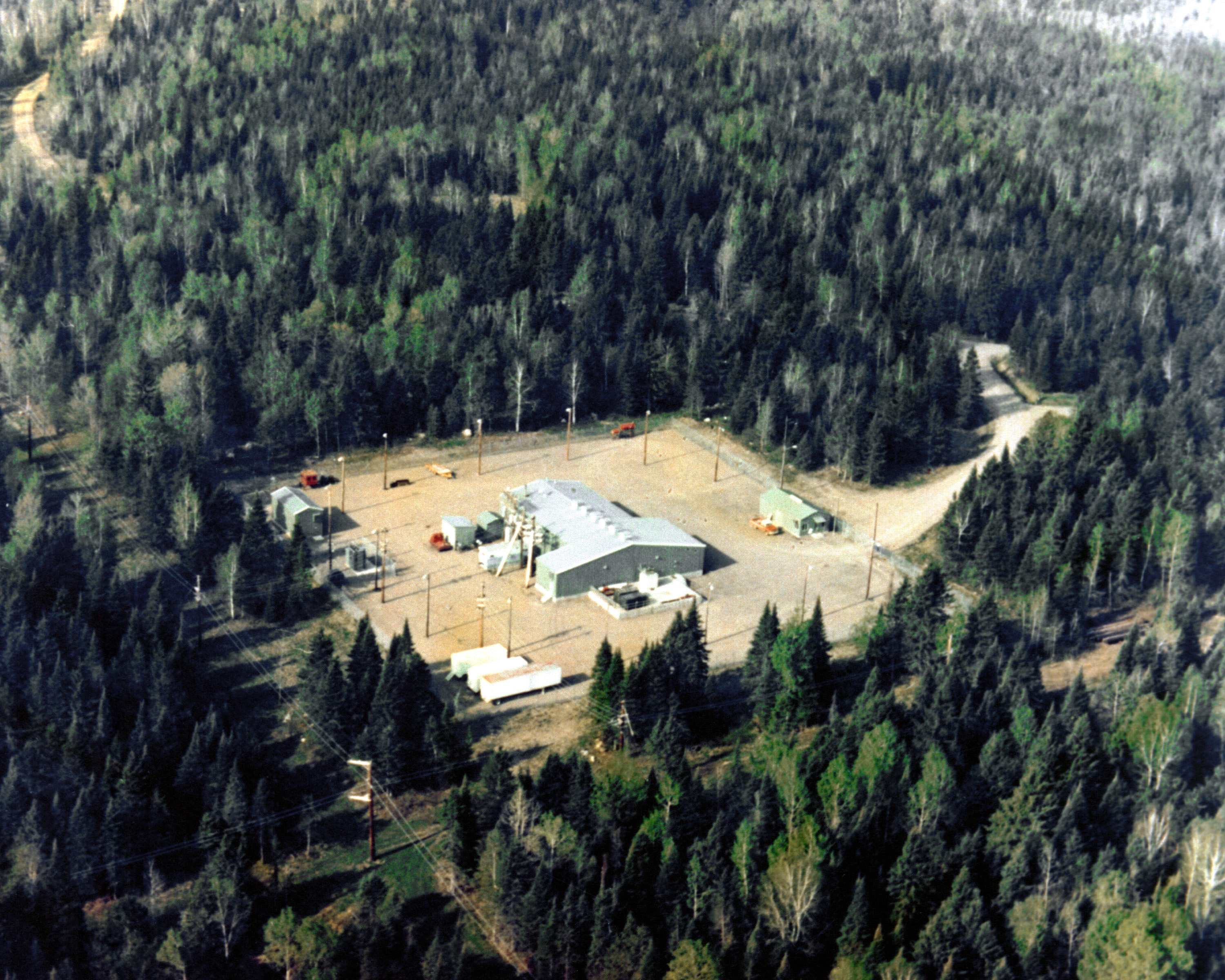

التردد متطرف الانخفاض (بالإنجليزية: extremely low frequency)‏ (يرمز له اختصاراً ELF) وفق الاتحاد الدولي للاتصالات  هو تردد للموجات الكهرومغناطيسية (موجات الراديو) يتراوح مجاله بين 3 إلى 30 هرتز، وذلك يوافق طول موجة يتراوح بين 100 ألف إلى 10 آلاف كيلومتر على الترتيب.
أما في علوم الغلاف الجوي فيتراوح المجال بين 3 - 3000 هرتز.